# Al-Rustaq Club
Der al-Rustaq Club (arabisch نادي الرستاق, DMG Nādī r-Rustāq) ist ein omanischer Sportklub mit Sitz in der Stadt Rustaq innerhalb des Gouvernements Dschanub al-Batina.

## Geschichte
Der Klub wurde im Jahr 1986 gegründet. Erstmals in den bekannten Aufzeichnungen findet sich die Fußball-Mannschaft des Klubs in der Saison 2006/07 wieder, wo er in der zweiten Liga spielte. In der Spielzeit 2008/09 schließt man die Saison mit sieben Punkten auf dem sechsten Platz der Gruppe B ab. Scheinbar rutschte der Klub danach runter in die dritte Liga, da er nach der Saison 2013/14 wieder in die zweite Liga aufstieg. Zurück in der zweiten Spielklasse erreichte die Mannschaft sofort mit 41 Punkten die Play-offs um den Aufstieg. Nach einer 0:1-Niederlage im Hinspiel gegen Sohar reichte das 1:1 im Rückspiel nicht für den Aufstieg. Die Runde 2015/16 wurde in zwei Gruppen ausgespielt. Hier erreichte Rustaq mit 23 Punkten den zweiten Platz. In der zweiten Phase, in der es um die Aufstiegsplätze ging, sicherte sich der Klub mit 19 Punkten den ersten Platz und stieg erstmals in die erstklassige Professional League auf.
Mit 17 Punkten stieg man direkt wieder ab. Zurück in der zweiten Liga positioniert sich das Team mit 17 Punkten in seiner Gruppe auf dem dritten Platz und die Aufstiegsrunde. Hier erreichte man mit 21 Punkten den direkten Wiederaufstieg. Mit 40 Punkten und Platz fünf hielt man die Klasse und spielt dort noch heute.

## Stadion
Seine Heimspiele trägt der Klub im Rustaq Sports Complex in Rustaq aus. Das Stadion bietet Platz für 17.000 Zuschauer.